# Otto Braun (nazista)
Otto Braun (nazista) foi líder da agremiação do NSDAP no Paraná, um dos principais líderes e disseminadores nazistas no Brasil, e espião nazista alemão atuante no país durante as décadas de 1930 e 1940.
Ele se tornou um dos mais estratégicos e ativos agentes do Partido Nazista (NSDAP) no Brasil, operando com relativa liberdade até o início dos anos 1940.
Braun teve papel decisivo na difusão da ideologia nazista entre comunidades germânicas no sul e no interior do país. Sua atuação como tesoureiro do partido nazista no Brasil, membro da direção nacional da Auslandsorganisation (AO) – a organização do NSDAP para alemães no exterior –, e seu envolvimento direto na fundação e consolidação de entidades como a Juventude Hitlerista e a Associação de Mulheres Nazistas.

## Biografia
Otto Braun nasceu em 23 de agosto de 1878, em Albersweiler, no então Reino da Baviera. Era filho de Karl Braun, agricultor e veterano das guerras germânicas, e Karolina Kopf, dona de casa envolvida com o espiritualismo kardecista, influência que marcou a vida de Otto mesmo em contradição com sua futura ideologia política.
Imigrou para o Brasil no início do século XX, fixando-se inicialmente em comunidades germânicas nos interiores de Minas Gerais e Goiás. Casou-se com Juliana Glicher, também de origem germânica e adepta do espiritismo. Tiveram cinco filhos: Jakob, Anna, Friederika, Otto Jr. e Eugen.
Durante seus primeiros anos no Brasil, Otto Braun conciliava atividades comerciais com a participação em centros espíritas locais. Simultaneamente, mantinha contato epistolar com núcleos germânicos na Alemanha, por meio dos quais se reaproximou de movimentos políticos radicais.
Na década de 1910, Otto retornou à Alemanha e serviu como soldado na Primeira Guerra Mundial. Sobreviveu ao conflito e, como muitos veteranos, retornou desiludido. A instabilidade da República de Weimar o aproximou do nascente movimento nacional-socialista. Participou do Putsch da Cervejaria em 1923, tentativa frustrada de golpe liderada por Adolf Hitler, o que lhe conferiu prestígio entre os membros do NSDAP.
Braun foi treinado em Munique por programas da Auslandsorganisation para atuação no exterior. Sua missão designada foi o Brasil.
Entre 1930 e 1942, Otto Braun desempenhou papel central na articulação do nazismo no Brasil. Suas funções incluíam Tesoureiro nacional do NSDAP no Brasil, Membro da direção nacional do NSDAP no Brasil, Organizador da Juventude Hitlerista no Brasil, Líder da Associação de Mulheres Nazistas, Chefe da União das Sociedades Alemãs do Paraná e Figura influente no Consulado Alemão em Curitiba.
Apesar de seu envolvimento ideológico com o nazismo, Otto manteve, em esfera privada, suas crenças espíritas. Ao lado da esposa Juliana, frequentava sessões mediúnicas e defendia conceitos como reencarnação e vida após a morte. O paradoxo entre a doutrina espiritualista e o regime que defendia era mantido em sigilo, justificado por Braun com a frase: “as leis do espírito e as da terra servem a ordens distintas”.
Com a entrada do Brasil na Segunda Guerra Mundial em 1942 e o rompimento com o Eixo, o governo de Getúlio Vargas reprimiu as atividades do NSDAP. Muitos membros foram presos ou deportados, mas Otto Braun conseguiu fugir, refugiando-se com a esposa na zona rural de Palmeira, onde viveu discretamente até sua morte entre 1959 e 1962.